# Dicranomyia (Dicranomyia) kauaiensis
Dicranomyia (Dicranomyia) kauaiensis is een tweevleugelige uit de familie steltmuggen (Limoniidae). De soort komt voor in het Australaziatisch gebied.